# 黄超巨星

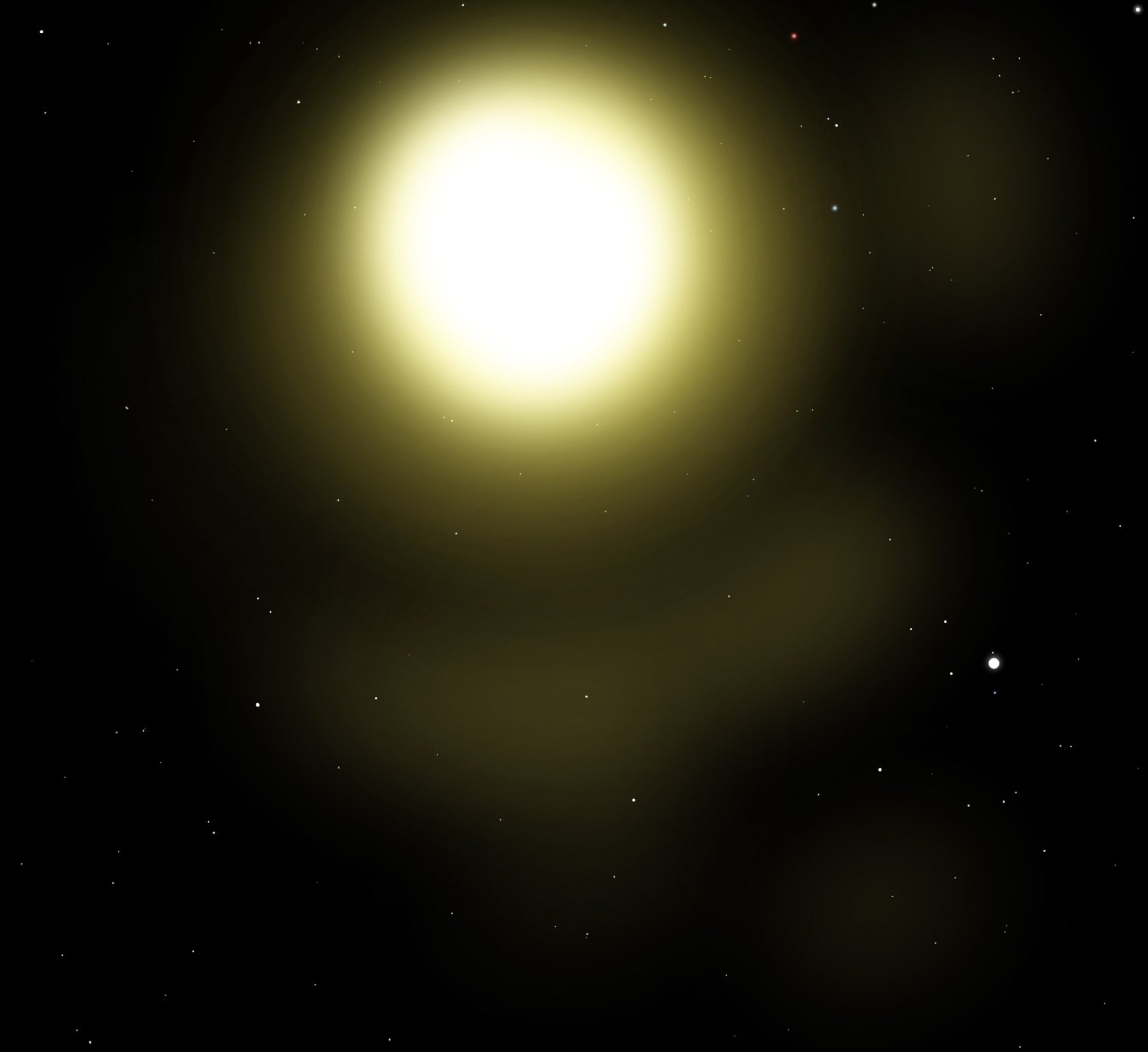
明亮的黃超巨星，大犬座δ，光譜為F8Ia。

黃超巨星（英語：yellow supergiant，缩写为“YSG”）是光譜類型為F或G的超巨星，這一類型恆星的初始質量介於10至40太陽質量之間，並且多數會在演化過程中損失超過一半的質量。質量低的恆星光度也較低，會被歸類為黃巨星，但高質量的也不會發展成為藍超巨星。
多數離開主序帶的黃超巨星只會在這個階段維持數千年，很快的就會冷卻並且膨脹成為紅超巨星，所以他們比紅超巨星更為罕见。黃超巨星在耗盡核心的氫之後，在核心外層繼續燃燒氫。核心的氦在某一個點被順利地點燃，並發展成為紅超巨星，但模型的變異上不能確定是在黃超巨星階段，還是在成為紅超巨星階段之後才點燃了氦。
黃超巨星位於赫羅圖上的不穩定帶，因為它們的動態會導致溫度和亮度的不穩定。在不穩定帶觀測到的恆星多數都是變星，像是次巨星的天琴RR變星、巨星的室女W型變星（第二型造父變星）、和較亮的巨星和超巨星的經典造父變星。此外，有許多罕見的黃超巨星變星，像是金牛座RV型變星，後來被認為是前AGB星和北冕座R，極不尋常的是幾乎沒有氫的富碳星。上述的不穩定帶還發現更不穩定的黃特超巨星（也就是更為明亮），有著更不規則的脈動和大質量的損失。多數的黃特超巨星不是已經成為紅超巨星，就是演化成為bluewards。然而，至少HD 33579是個例子，它是首度演化成為紅超巨星的一個例子。
並不期望在從黃超巨星階段演化成為紅超巨星階段之前會發生超新星爆炸，然而目前並不清楚後紅超巨星的黃特超巨星是否會坍塌形成一顆超新星。然而發光能力不足以成為後紅超巨星超新星，可與黃超巨星有關聯，祖先可能是黃超巨星的超新星屈指可數。如果可以證實，然後解釋一顆中等質量，核心為氦核的恆星，怎麼會導致核心崩潰成為超新星。這種情況的候選人，明顯的是某種形式互動下的聯星。